# Rhagoletis bagheera
Rhagoletis bagheera
 es una especie de insecto del género Rhagoletis de la familia Tephritidae del orden Diptera. Richter y Kandybina la describieron en 1997.